# Площадь МОПРа (Челябинск)
Пло́щадь МОПРа — городская площадь, располагающаяся в Центральном районе Челябинска, ограничена улицами Российской и Коммуны. Площадь получила своё имя в честь международной организации помощи борцам революции (МОПР). До 1926 года площадь называлась Архиерейской. До революции близ площади находился архиерейский дом — дом Челябинского Викария, что и отложило свой отпечаток на историческое наименование площади. В настоящее время (2018 год) большая часть площади застроена.